# Ernest de Austria

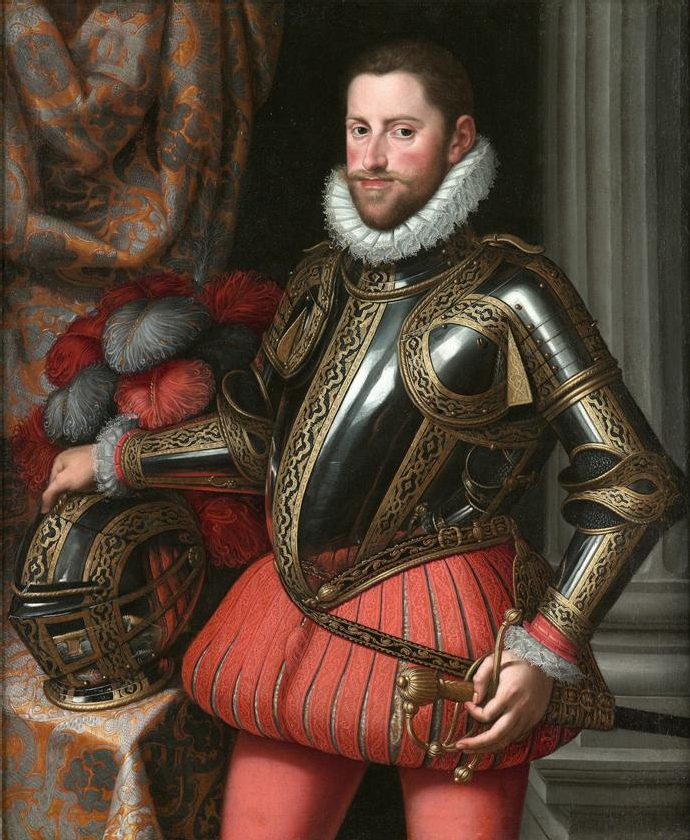
Portret al arhiducelui Ernest de Austria de Martino Rota, c. 1580.

Arhiducele Ernest de Austria (germană Ernst von Österreich; 15 iunie 1553 – 20 februarie 1595) a fost nobil austriac, al doilea fiu al lui Maximilian al II-lea, împărat romano-german și a Mariei a Spaniei.
Născut la Viena, a fost educat cu fratele său Rudolf (viitorul împărat Rudolf al II-lea) la curtea Spaniei. În 1573 și 1587 a fost candidat pentru tronul Poloniei. Începând cu anul 1576, a fost guvernator în arhiducatul de Austria, unde a promovat contrareforma. În 1590 a devenit guvernator al Austriei Interioare ca regent pentru tânărul său văr, Ferdinand, și în perioada 1594-1595 a servit ca guvernator al Țărilor de Jos Spaniole.
A murit la Bruxelles în 1595.